# Ismaila Soro
Ismaila Wafougossani Soro (Yakassé-Mé, 7 maggio 1998) è un calciatore ivoriano, centrocampista del Beitar Gerusalemme e della nazionale ivoriana.

## Caratteristiche tecniche
È un centrocampista, che opera principalmente nella posizione di mediano. Dotato di notevole energia e resistenza fisica, nonché di un buon senso della posizione, è abile nei contrasti difensivi e nel recupero dei palloni, che molto spesso è capace di rigiocare subito in fase offensiva grazie alla sua rapidità di esecuzione e ad una buona abilità nei passaggi.
Ha dichiarato di ispirarsi a N'Golo Kanté.

## Carriera

### Club

#### Gli inizi: Moldavia, Bielorussia e Israele
Dopo aver iniziato a giocare nel Moossou, squadra della città ivoriana di Bassam, Ismaila Soro si è affacciato per la prima volta sul mondo del professionismo nel 2016, quando è approdato in Europa con i moldavi del Saxan, squadra al tempo militante nella prima divisione nazionale.
Dopo una sola stagione in Moldavia, in cui peraltro la sua squadra non è riuscita ad evitare la retrocessione, Soro ha giocato per un anno nella massima serie del campionato bielorusso, indossando la maglia dell'Homel', con cui ha segnato anche la sua prima rete da professionista.
Dopodiché, all'inizio del 2018 si è trasferito al Bnei Yehuda, formazione della prima divisione israeliana. Qui, col tempo Soro ha ottenuto e consolidato un posto da titolare, imponendosi all'attenzione degli addetti ai lavori come uno dei centrocampisti più promettenti del campionato. Inoltre, durante la sua permanenza la squadra ha attraversato un periodo abbastanza fortunato, in particolar modo nella stagione 2018-2019, annata in cui il Bnei Yehuda raggiunge il quinto posto in campionato (qualificandosi così ai preliminari di Europa League) e vince la sua quarta coppa nazionale.

#### L'approdo al Celtic
Dopo aver attratto anche l'attenzione di società come Genk e Digione, il 27 gennaio 2020 Soro è passato a titolo definitivo al Celtic, con cui ha firmato un contratto della durata di quattro anni e mezzo. Nonostante abbia esordito ufficialmente con i Bhoys solo il 12 settembre successivo, in un incontro vinto per 5-0 contro il Ross County, Soro è stato comunque impiegato regolarmente dall'allenatore Neil Lennon (e poi dal suo sostituto John Kennedy) nella stagione 2020-21: il 30 dicembre 2020, ha anche segnato il suo primo gol per la formazione scozzese (oltre ad averne servito un altro a David Turnbull) in una partita vinta per 3-0 contro il Dundee Utd. In quella stagione, il Celtic ha vinto una coppa nazionale, ma si è piazzato al secondo posto in campionato, alle spalle dei rivali del Rangers, perdendo così l'occasione di vincere il decimo titolo di fila.
Confermato in rosa dal nuovo allenatore Ange Postecoglou, Soro è partito come titolare nelle prime partite della stagione 2021-2022, anche se in seguito è stato principalmente considerato un'alternativa ad altri centrocampisti come Tom Rogić e il nuovo capitano della squadra, Callum McGregor. Gli arrivi a Glasgow di James McCarthy, Reo Hatate e Yōsuke Ideguchi, nonché il ritorno di Nir Bitton nella sua posizione naturale, hanno sottratto ulteriore spazio all'ivoriano, che ha comunque collezionato alcune presenze nelle varie competizioni, anche se sempre da sostituto, dando così il suo contributo alla vittoria sia del campionato, sia della Coppa di Lega.

#### Il prestito all'Arouca
Il 9 luglio 2022, è stato ufficializzato il passaggio di Soro all'Arouca, nella massima serie portoghese, avvenuto con la formula del prestito con diritto di riscatto.

### Nazionale
Convocato per la prima volta nella nazionale della Costa d'Avorio alla fine della stagione 2020-2021, Soro ha esordito per gli Elefanti l'11 giugno del 2021, subentrando a Ibrahim Sangaré nei minuti di recupero di una partita amichevole contro il Ghana.

## Statistiche

### Presenze e reti nei club
Statistiche aggiornate al 2 febbraio 2022.
| Stagione           | Squadra            | Campionato         | Campionato | Campionato | Coppe nazionali | Coppe nazionali | Coppe nazionali | Coppe continentali | Coppe continentali | Coppe continentali | Altre coppe | Altre coppe | Altre coppe | Totale | Totale |
| Stagione           | Squadra            | Comp               | Pres       | Reti       | Comp            | Pres            | Reti            | Comp               | Pres               | Reti               | Comp        | Pres        | Reti        | Pres   | Reti   |
| ------------------ | ------------------ | ------------------ | ---------- | ---------- | --------------- | --------------- | --------------- | ------------------ | ------------------ | ------------------ | ----------- | ----------- | ----------- | ------ | ------ |
| 2016-2017          | Saxan              | DN                 | 22         | 0          | CM              | 1               | 0               |                    | -                  | -                  |             | -           | -           | 23     | 0      |
| lug.-dic. 2017     | Homel'             | VL                 | 15         | 1          | CB              | 2               | 0               |                    | -                  | -                  |             | -           | -           | 17     | 1      |
| gen.-mag. 2018     | Bnei Yehuda        | LhA                | 0+5        | 0          | CI              | 0               | 0               |                    | -                  | -                  |             | -           | -           | 5      | 0      |
| 2018-2019          | Bnei Yehuda        | LhA                | 25+6       | 0          | CI+TC           | 4+5             | 0               |                    | -                  | -                  |             | -           | -           | 40     | 0      |
| 2019-gen. 2020     | Bnei Yehuda        | LhA                | 17         | 0          | CI+TC           | 2+0             | 0               | UEL                | 4                  | 0                  | SI          | 1           | 0           | 24     | 0      |
| Totale Bnei Yehuda | Totale Bnei Yehuda | Totale Bnei Yehuda | 90         | 1          |                 | 14              | 0               |                    | 4                  | 0                  |             | 1           | 0           | 109    | 1      |
| gen.-dic. 2020     | Celtic             | SP                 | 0          | 0          | CS+CdL          | 1+0             | 0               |                    | -                  | -                  |             | -           | -           | 1      | 0      |
| 2020-2021          | Celtic             | SP                 | 19         | 1+0        | CS+CdL          | 1+0             | 0               | UCL+UEL            | 3                  | 0                  |             | -           | -           | 23     | 1      |
| 2021-2022          | Celtic             | SP                 | 8          | 0          | CS+CdL          | 0+3             | 0               | UCL+UEL+UECL       | 2+6+0              | 0                  |             | -           | -           | 19     | 0      |
| Totale Celtic      | Totale Celtic      | Totale Celtic      | 27         | 1          |                 | 5               | 0               |                    | 11                 | 0                  |             | -           | -           | 43     | 1      |
| Totale carriera    | Totale carriera    | Totale carriera    | 117        | 2          |                 | 19              | 0               |                    | 15                 | 0                  |             | 1           | 0           | 152    | 2      |

### Cronologia presenze e reti in nazionale
| Cronologia completa delle presenze e delle reti in nazionale ― Costa d'Avorio | Cronologia completa delle presenze e delle reti in nazionale ― Costa d'Avorio | Cronologia completa delle presenze e delle reti in nazionale ― Costa d'Avorio | Cronologia completa delle presenze e delle reti in nazionale ― Costa d'Avorio | Cronologia completa delle presenze e delle reti in nazionale ― Costa d'Avorio | Cronologia completa delle presenze e delle reti in nazionale ― Costa d'Avorio | Cronologia completa delle presenze e delle reti in nazionale ― Costa d'Avorio | Cronologia completa delle presenze e delle reti in nazionale ― Costa d'Avorio |
| Data                                                                          | Città                                                                         | In casa                                                                       | Risultato                                                                     | Ospiti                                                                        | Competizione                                                                  | Reti                                                                          | Note                                                                          |
| ----------------------------------------------------------------------------- | ----------------------------------------------------------------------------- | ----------------------------------------------------------------------------- | ----------------------------------------------------------------------------- | ----------------------------------------------------------------------------- | ----------------------------------------------------------------------------- | ----------------------------------------------------------------------------- | ----------------------------------------------------------------------------- |
| 11-6-2021                                                                     | Cape Coast                                                                    | Ghana                                                                         | 0 – 0                                                                         | Costa d'Avorio                                                                | Amichevole                                                                    | -                                                                             | 93’                                                                           |
| Totale                                                                        |                                                                               | Presenze                                                                      | 1                                                                             |                                                                               | Reti                                                                          | 0                                                                             |                                                                               |

## Palmarès

### Club

#### Competizioni nazionali
- Coppa d'Israele: 1

Bnei Yehuda: 2018-2019
- Campionato scozzese: 2

Celtic: 2019-2020, 2021-2022
- Coppa di Scozia: 1

Celtic: 2019-2020
- Coppa di Lega scozzese: 1

Celtic: 2021-2022